# Galium cometerhizon
Galium cometerhizon  là một loài thực vật có hoa trong họ Thiến thảo. Loài này được Lapeyr. mô tả khoa học đầu tiên năm 1818.